# Clinchport
Clinchport é uma cidade  localizada no estado norte-americano de Virginia, no Condado de Scott.

## Demografia
Segundo o censo norte-americano de 2000, a sua população era de 77 habitantes.
Em 2006, foi estimada uma população de 74, um decréscimo de 3 (-3.9%).

## Geografia
De acordo com o United States Census Bureau tem uma área de
1,9 km², dos quais 1,8 km² cobertos por terra e 0,1 km² cobertos por água. Clinchport localiza-se a aproximadamente 420 m acima do nível do mar.

## Localidades na vizinhança
O diagrama seguinte representa as localidades num raio de 20 km ao redor de Clinchport.